# Żarnowiec (gemeente)

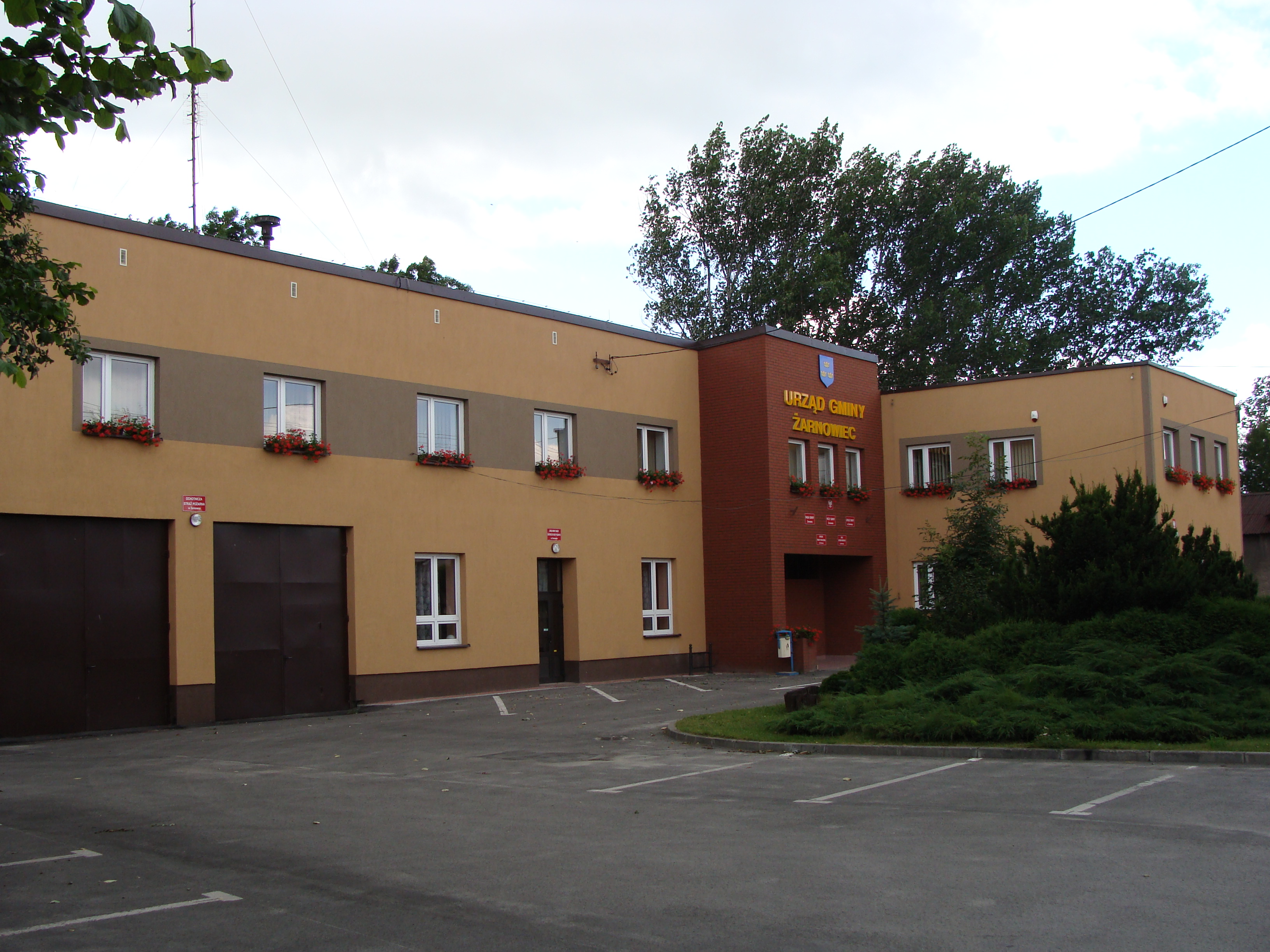
gemeentehuis

De gemeente Żarnowiec is een landgemeente in het Poolse woiwodschap Silezië, in powiat Zawierciański.
De zetel van de gemeente is in Żarnowiec.
Op 30 juni 2004 telde de gemeente 5011 inwoners.

## Oppervlakte gegevens
In 2002 bedroeg de totale oppervlakte van gemeente Żarnowiec 124,77 km², waarvan:
- agrarisch gebied: 74%
- bossen: 22%

De gemeente beslaat 12,44% van de totale oppervlakte van de powiat.

## Demografie
Stand op 30 juni 2004:
| Omschrijving                   | Totaal | Totaal | Vrouwen | Vrouwen | Mannen | Mannen |
| ------------------------------ | ------ | ------ | ------- | ------- | ------ | ------ |
| eenheid                        | aantal | %      | aantal  | %       | aantal | %      |
| inwoners                       | 5011   | 100    | 2505    | 50      | 2506   | 50     |
| bevolkingsdichtheid (inw./km²) | 40,2   | 40,2   | 20,1    | 20,1    | 20,1   | 20,1   |

In 2002 bedroeg het gemiddelde inkomen per inwoner 1291,66 zł.

## Administratieve plaatsen (sołectwo)
Brzeziny, Chlina, Jeziorowice, Koryczany, Łany Małe, Łany Średnie, Łany Wielkie, Małoszyce, Otola, Otola Mała, Udórz, Wola Libertowska, Zabrodzie, Żarnowiec.
Zonder de status sołectwo : Chlina Dolna.

## Aangrenzende gemeenten
Charsznica, Kozłów, Pilica, Sędziszów, Słupia, Szczekociny, Wolbrom